# 厚化粧
厚化粧（あつげしょう）は、化粧品を多めに使った素顔とは明らかに違う感じの化粧のこと。

## 概要
概ね、自然の肌色より大幅に明るい色のファンデーションを塗る、ベースリッチ型と、濃い色のアイシャドーを広い範囲に塗ったり濃い色のほほ紅、口紅を塗ったりするポイントリッチ型、及び、その両方に分類される。

## 加齢による厚化粧
年齢を重ねてくると皺が増えたり肌が荒れやすくなってきたりするので、それをカバーするため、若い時と比べて厚化粧になる場合が多い。

## 療養上の厚化粧
しみ、あざ、傷あとなどを目立たなくするためにファンデーションでカバーするカモフラージュメイクがあるが、そのために厚化粧の印象になる場合が多い。

## 職業上の厚化粧
職業によっては若い内から（時には少年少女の頃から）厚化粧する場合がある。若い女性の場合、その職業の影響で普段の化粧も同年代の他の職業の女性より厚化粧になる傾向がある。

### 舞台化粧
素顔のままや薄化粧では観客に対する印象が薄いため、思い切った厚化粧をする場合が多い。

#### バレエ

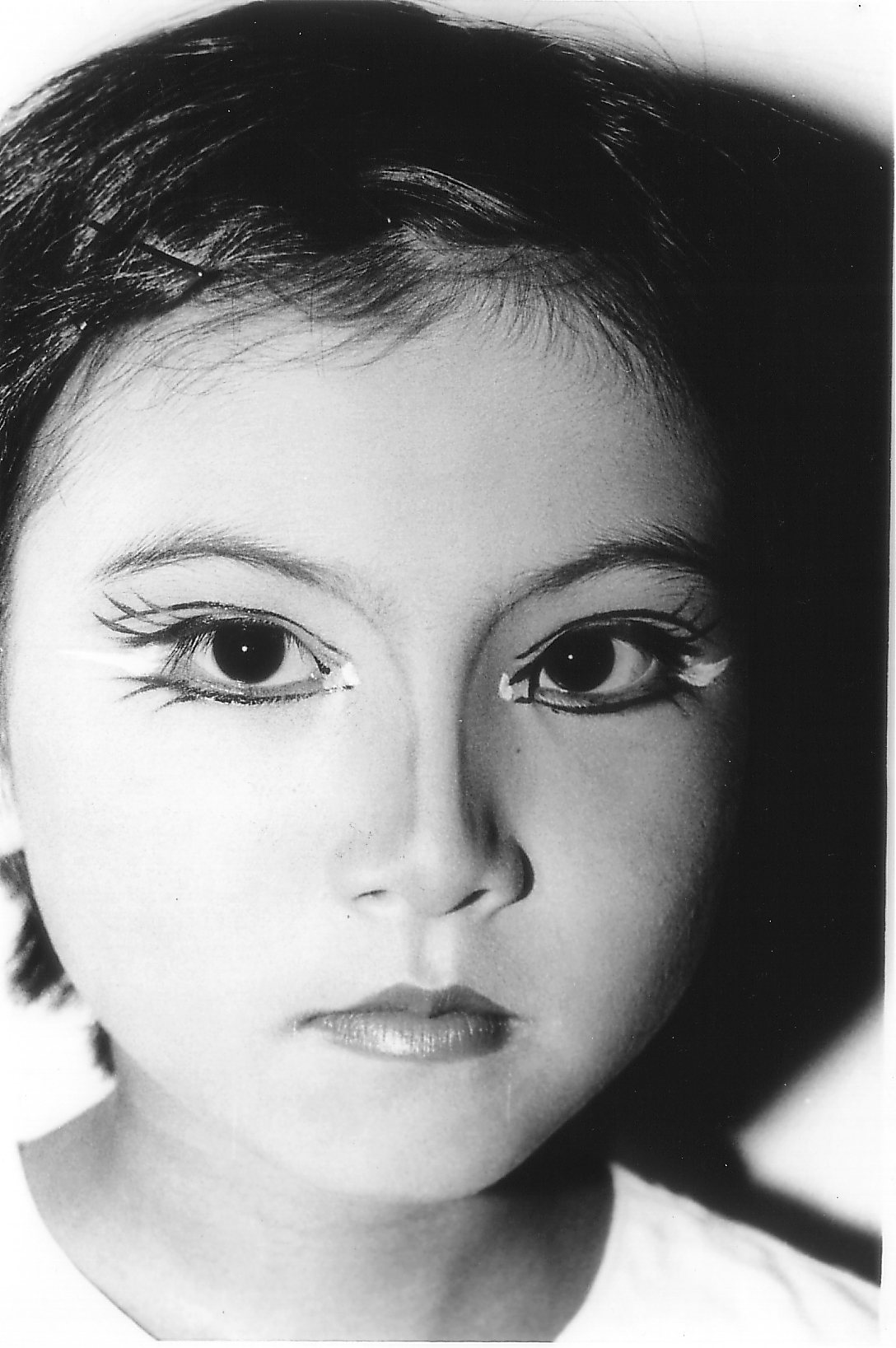
バレエの化粧

彫りの深さ、立体感を強調するのが特徴。役柄による多少の違いはあるが、おおむね、「自然の肌色より若干明るめ（ロシア系はかなり白目）のファンデーションを顔全体に塗る。ノーズシャドーを入れる。青いアイシャドーをまぶた一杯に差す、茶色のダブルラインを入れる、上下のまぶたにアイライナーを思いっきり太く入れる。付けまつげを付ける。鮮やかな口紅を輪郭をはっきり描く」という場合が多い。ただし、子供の場合は若干略式になる場合が多い。フラメンコ、サンバ、フラダンス、社交ダンス等もバレエと似通った傾向がある。

#### 現代舞踊
モダンダンス、ジャズダンス、コンテンポラリー・ダンスなどの化粧もバレエに似ているが、バレエよりは写実的な感じになる。

#### 歌舞伎
おおむね平面的で様式美を強調する。娘役や、同年代の恋する男性の役の場合は「洗顔の後、鬢付け油を顔全体にすり込む。眉を硬い鬢付け油で塗りつぶす。胸、首、襟足に練りおしろいを塗り、スポンジで伸ばす。顔に練りおしろいを塗り、スポンジで伸ばす。赤でノーズシャドー、アイシャドー、ほほ紅を差す。目じりに紅を差す。眉をまず赤で、続けて黒で描く。真っ赤な口紅を、輪郭をはっきり描く」という具合。黒のアイライナーは通常は使わない（ただし、中村雀右衛門は使う）。荒事（あらごと）と呼ばれる勇猛な男性の役は隈取り（くまどり）と呼ばれる赤や黒の線を入れて勇猛な感じを強調する。他の役柄も、基本は同じ。

#### 歌舞伎舞踊
上記の歌舞伎と、基本的に同じだが、舞踊の発表会では黒のアイライナーを太く入れる場合が多い。ごくまれに、付けまつげを付ける場合もある。

#### 大衆演劇
上記の歌舞伎と基本的に同じだが、アイメークに赤をあまり使わず、黒のアイライナーを思いっきり太く入れ、口紅は輪郭だけ赤く、内側はクリーム色に塗ることが多い。

#### 民謡などの舞踊
歌舞伎舞踊とバレエの中間的、折衷的な感じ。ベースの作り方はバレエに似ており、ポイントメークは歌舞伎舞踊に近い。青いアイシャドーを使う場合もある。歌舞伎舞踊を素踊り、又は半素で、鬘を被らず、地毛で結う場合も、このような化粧になる場合が多い。琉球舞踊も同様で、ポイントメークは歌舞伎舞踊と殆ど同じ。舞楽では童舞のみ厚化粧が原則だが化粧しない場合がある一方で、大人の舞楽も厚化粧する団体もある。

#### 時代劇
歌舞伎、歌舞伎舞踊に似ているが、やや写実的になり、ベースは肌色寄りになり、アイメークも若干控えめになる。映画、テレビドラマの場合はフイルム、ビデオに写る事から、更に写実的になるが、それでも、アイライナーが太くなる等、現代劇よりは厚化粧の傾向はある。

#### 現代劇
役柄にもよるが、時代劇より、更に写実的な感じ、しかし、舞台の場合は全般的にやはりかなり厚化粧の感じになる。

#### ミュージカルなど
ミュージカル、宝塚歌劇などは演出などにもよるが、様式を重視する場合ほど厚化粧になる。西洋や現代が題材の場合は概ねバレエと同様、時代劇、等、和風の場合は歌舞伎舞踊や大衆演劇に近い感じになる。

### 花柳界
芸者、遊女などは伝統的に厚化粧になる。屋外では浮いた感じになる厚化粧も、屋内の蝋燭の明かり程度の明るさでは調和する場合が多い。歌舞伎の娘役と基本は同じであるが、眉を塗りつぶさず自然な感じで描く、アイメークも控えめになるなどの違いはある。日本髪でない場合は白塗りにならないが、同年代の他の職業の女性より、かなり厚化粧になる。

#### 京都の舞妓、芸妓

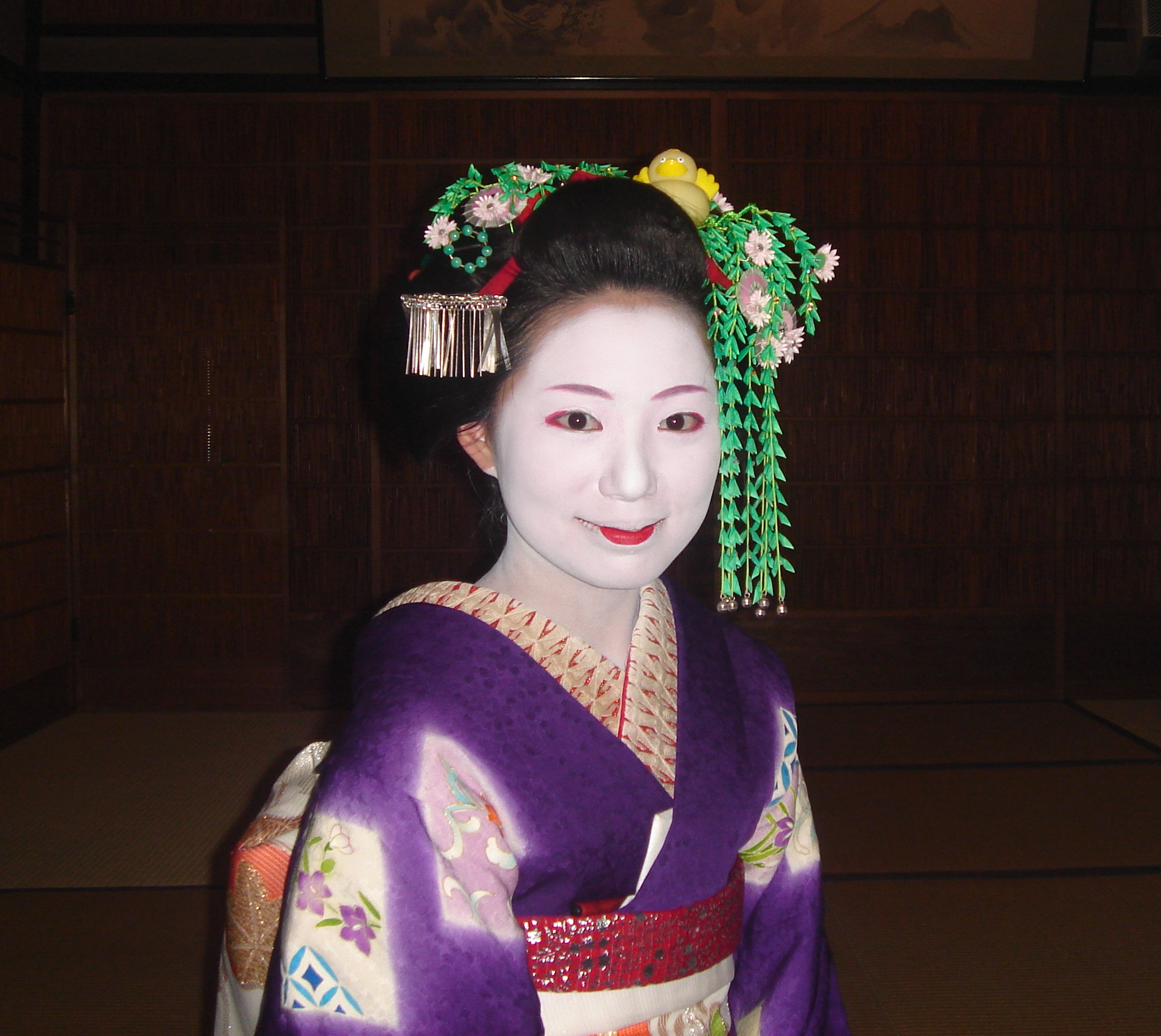
舞妓の化粧

舞妓になりたての時は黒のアイライナーを使わず、口紅は下唇のみに差す。その後、上唇にも差すようになり、黒のアイライナーを使うようになる。襟替えの直前には先笄という髪型になり、その期間中お歯黒を塗る。芸妓になると、眉をはっきり描くようになり、アイライナーも舞妓時代より太くなるため、舞妓時代より、大人っぽい感じになる。

#### 嶋原の太夫
上記の芸妓と、ほぼ同じ化粧で、必ずお歯黒を塗る。

### 接客職業
飲食店、デパート、ホテル、旅館の従業員、客室乗務員、レースクイーン、キャンペーンガールなどの職業も格式や雰囲気等に合わせた厚化粧になる場合が多い。

### ファッションモデル
デザイナーによる最先端の服飾に合う様に化粧する場合が多く、勢い厚化粧になることがしばしばある。子ども向けファッション雑誌や美容関係の図書ではモデルの3～13歳の少女も化粧する場合が割合多く、特に和服の場合は厚化粧になる傾向がある。

### 演歌歌手
女性演歌歌手は全般的に厚化粧の場合が多い。30歳以下でも同年代の他のジャンルの歌手より厚化粧になる場合が多い。男性演歌歌手も、和服の場合は太いアイライナーを入れるなど厚化粧の傾向はある。

### ムード歌謡など
ムード歌謡、シャンソン、ラテン、等の歌手にも演歌歌手と同様の傾向がある。男性歌手にも美輪明宏、美川憲一の様に女性と同様の化粧をするケースがある。

### ロックバンド
ヘヴィメタルやヴィジュアル系のアーティストは観客にインパクトを与えるために厚化粧する場合が多い。アメリカのキッスが有名。歌舞伎の隈取りに似た化粧をするバンドもある。観客も、観覧時に、それを真似る場合が多い。

### 一部のスポーツ競技
フィギュアスケート、新体操、アーティスティックスイミング、競技ダンスなど芸術性を競う女子の競技において、厚化粧をすることがある。

### 物真似、お笑いなど
物真似、お笑いなどでは企画内容や出演者の意図によって厚化粧をする場合がある。「コロッケが上記の美川憲一の真似で美川に似た化粧で出演して人気を博し、美川の人気も回復。小梅太夫も舞台経験を生かした妖艶な舞台化粧で出演する。ゴリ＠ガレッジセールが厚化粧女装して松浦ゴリエとして出演する」などのケースがある。

### その他
普段は厚化粧しない俳優、歌手なども、特別番組や化粧品などの広告や写真集、ビデオクリップなどを撮影する場合に、企画内容、出演者、制作者の意図によって厚化粧をする場合がある。例えば、「雅楽の演奏の時にはほとんど化粧しない東儀秀樹が写真集の中で歌舞伎舞踊と同様の舞台化粧で登場する。

## 祭りなどにおける厚化粧
祭り、晴れ着、音楽、舞踊などの発表会においては、普段は化粧しない人でも厚化粧する場合が多い。特に、普段化粧することがまずありえない男性や少年少女が厚化粧する場合が多い。

### 稚児
神霊が降臨しやすいとされた少年少女に、神霊の理想的な姿に近づけるために厚化粧する場合が多い。特に豊川稲荷（豊川市）は歌舞伎舞踊にきわめて近い。

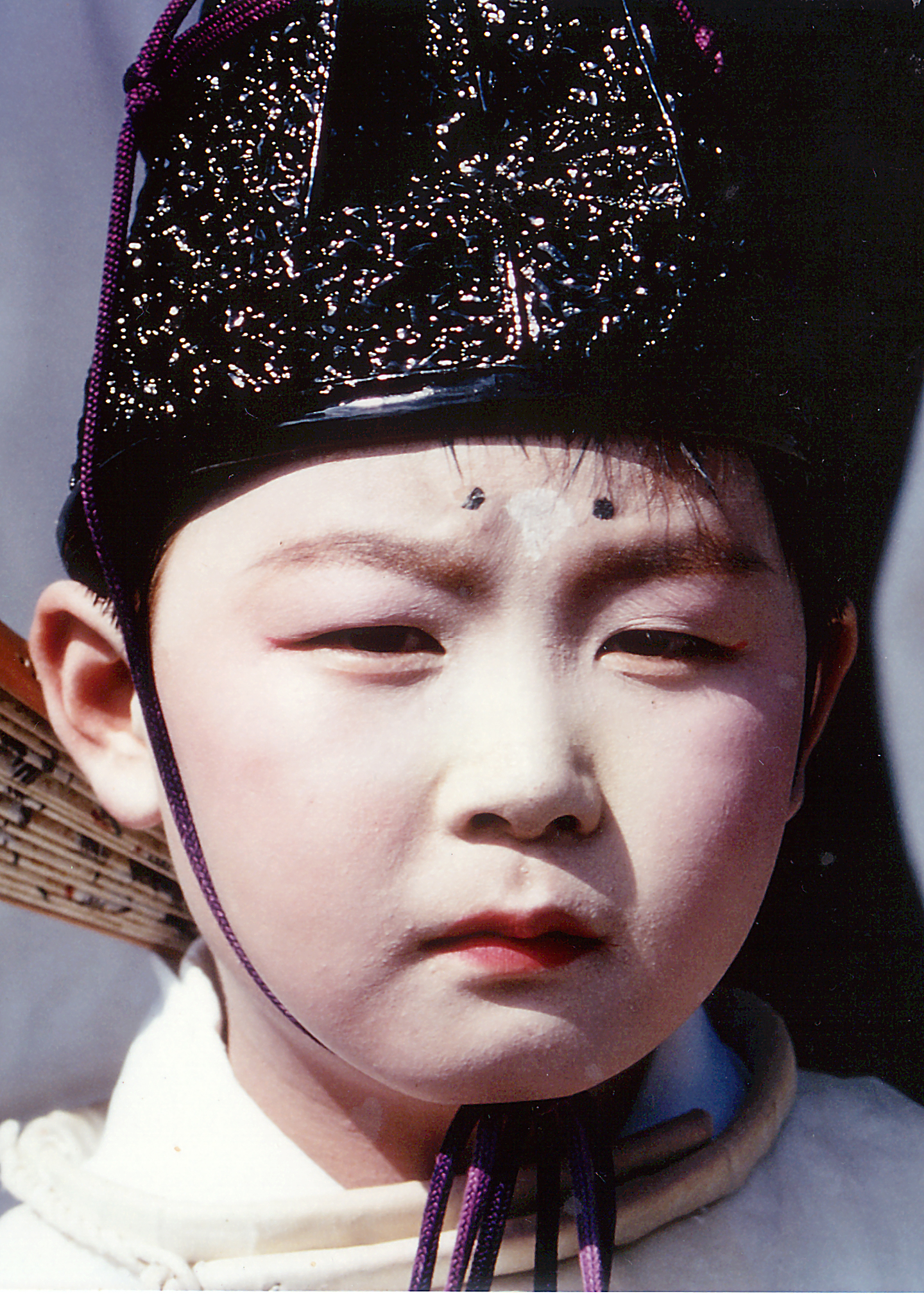
歌舞伎舞踊と同様の舞台化粧
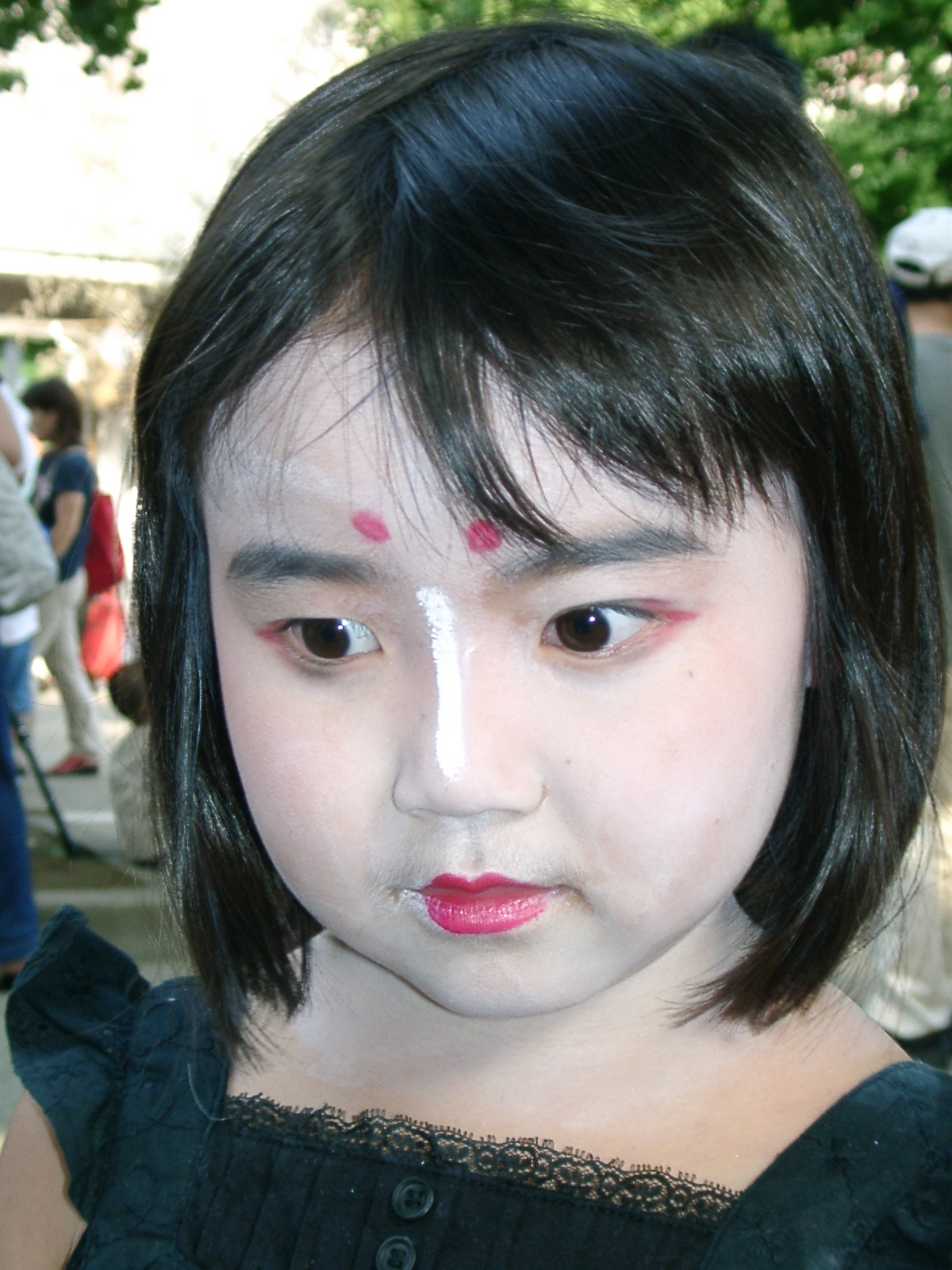
民謡舞踊と同様の舞台化粧
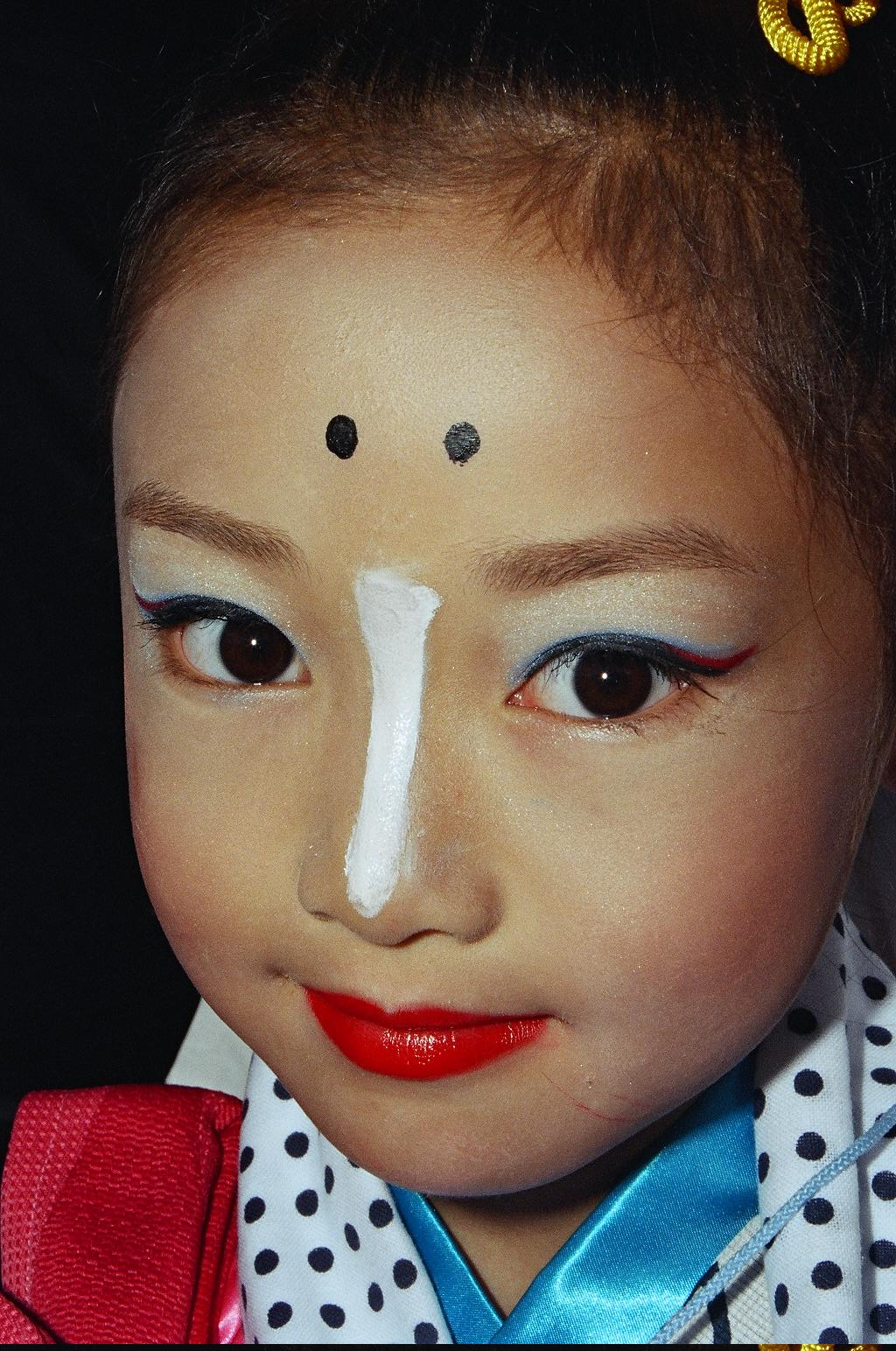
バレエと同様な洋風の厚化粧

### 巫女
普段は厚化粧しない場合が多いが、祭りなどで巫女神楽を奉納する場合は上記の稚児と同じ理由で厚化粧する場合がある。春日大社(奈良市)においては、顔の輪郭をはっきり白で描くのが特徴。

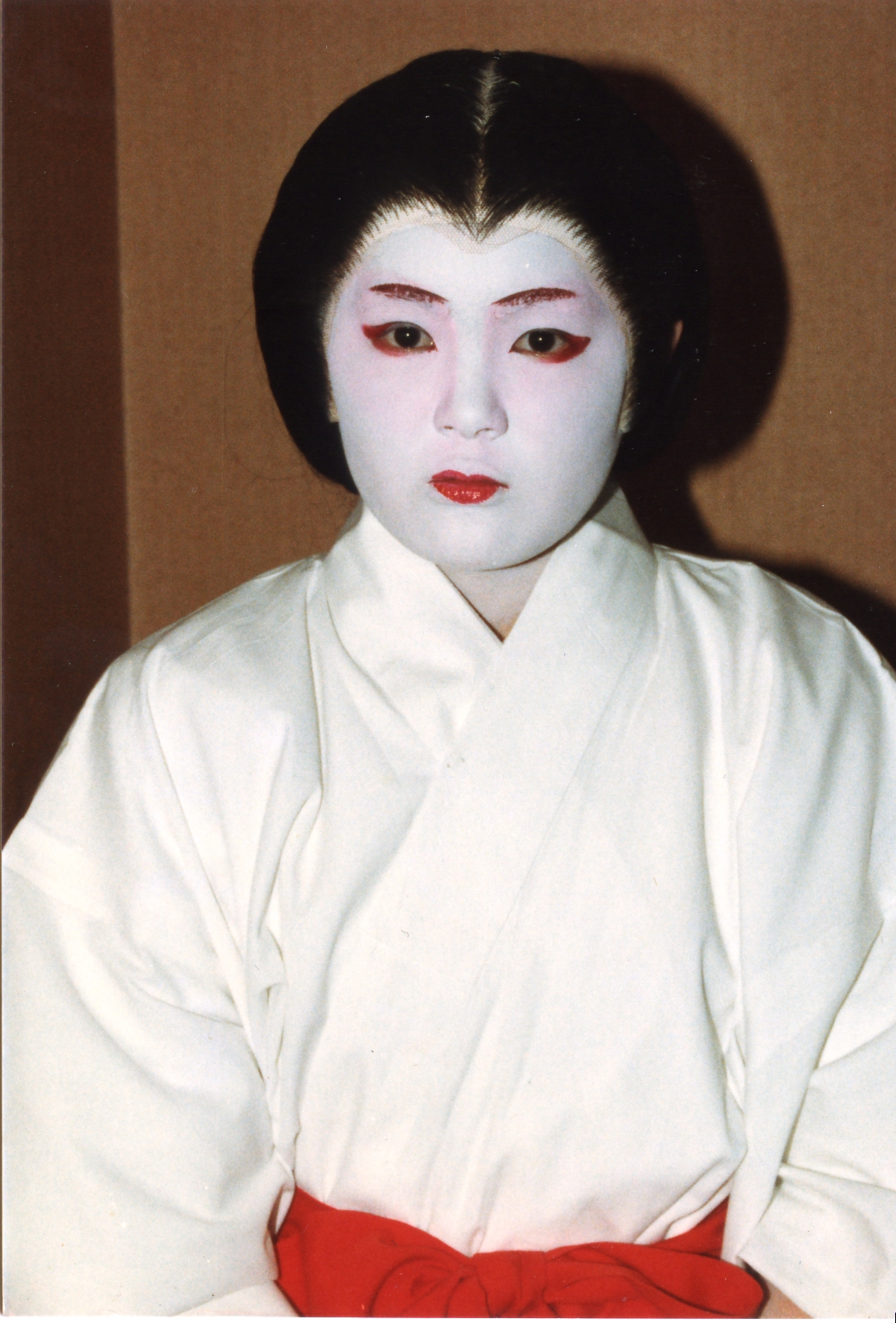
歌舞伎舞踊と同様の舞台化粧
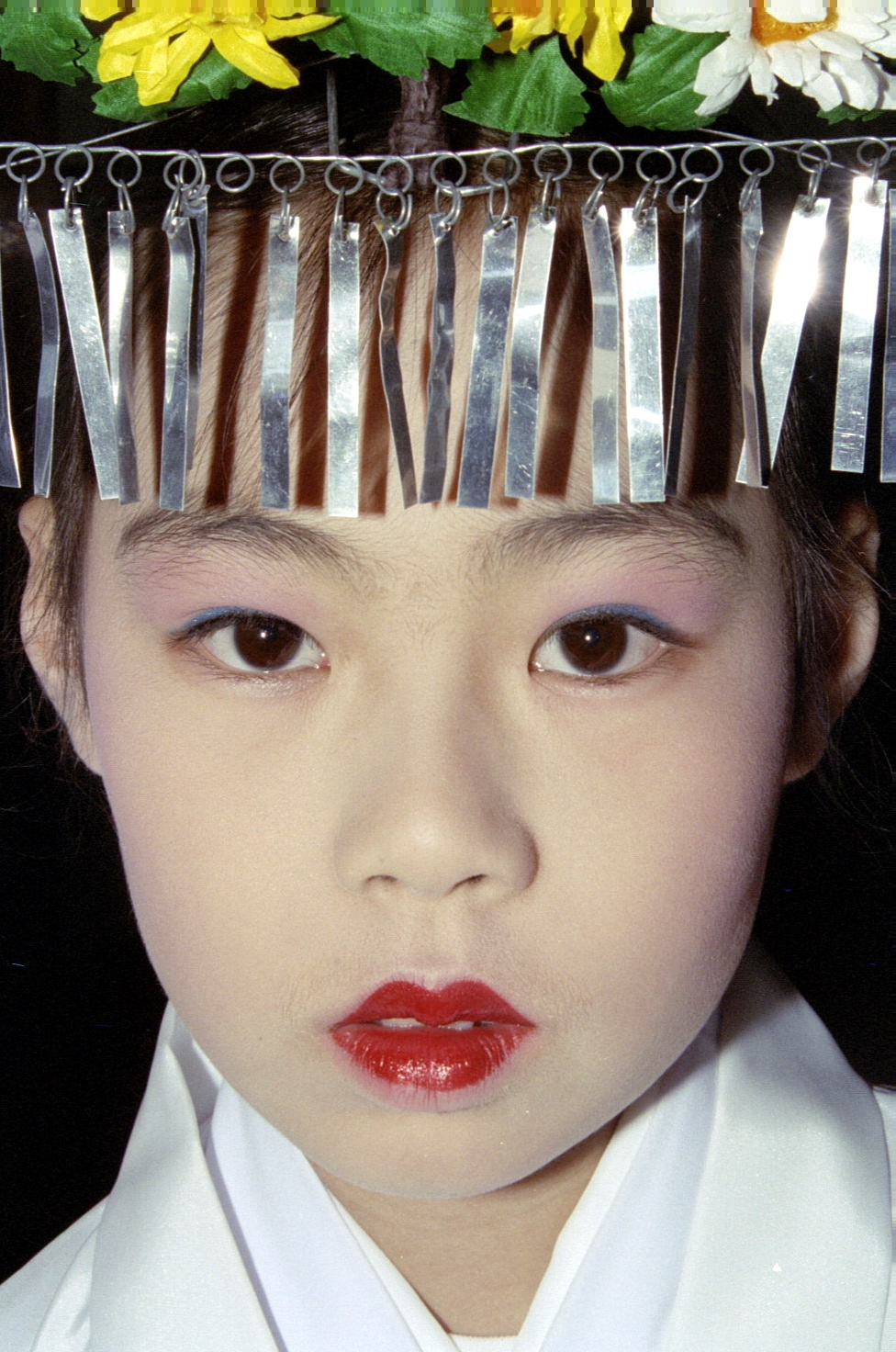
バレエと同様な洋風の厚化粧

### 踊り子
阿波踊りやよさこい祭りなどの踊り子も、華やかな衣装に合わせて、華やかな感じの厚化粧をする場合が多い。なかでも、よさこいの場合は歌舞伎の隈取りを思わせる派手な化粧をするグループが目につく。姫島盆踊り（姫島村）では歌舞伎舞踊と同様だが青いアイシャドーを使う場合がある。世界各地の伝統芸能（特に東アジア、東南アジア）でも厚化粧の傾向がある。バトントワリング、チアリーダー、カラーガードなども団体によっては厚化粧の場合が多い。

### 素人歌舞伎
基本的に上記の歌舞伎と同じだが、化粧に慣れていない人が多いため、眉や口紅がかすれた感じになったりして、素人歌舞伎らしい素朴な感じになる場合が多い。地方によっては専門家が化粧する場合がある。

### 時代行列

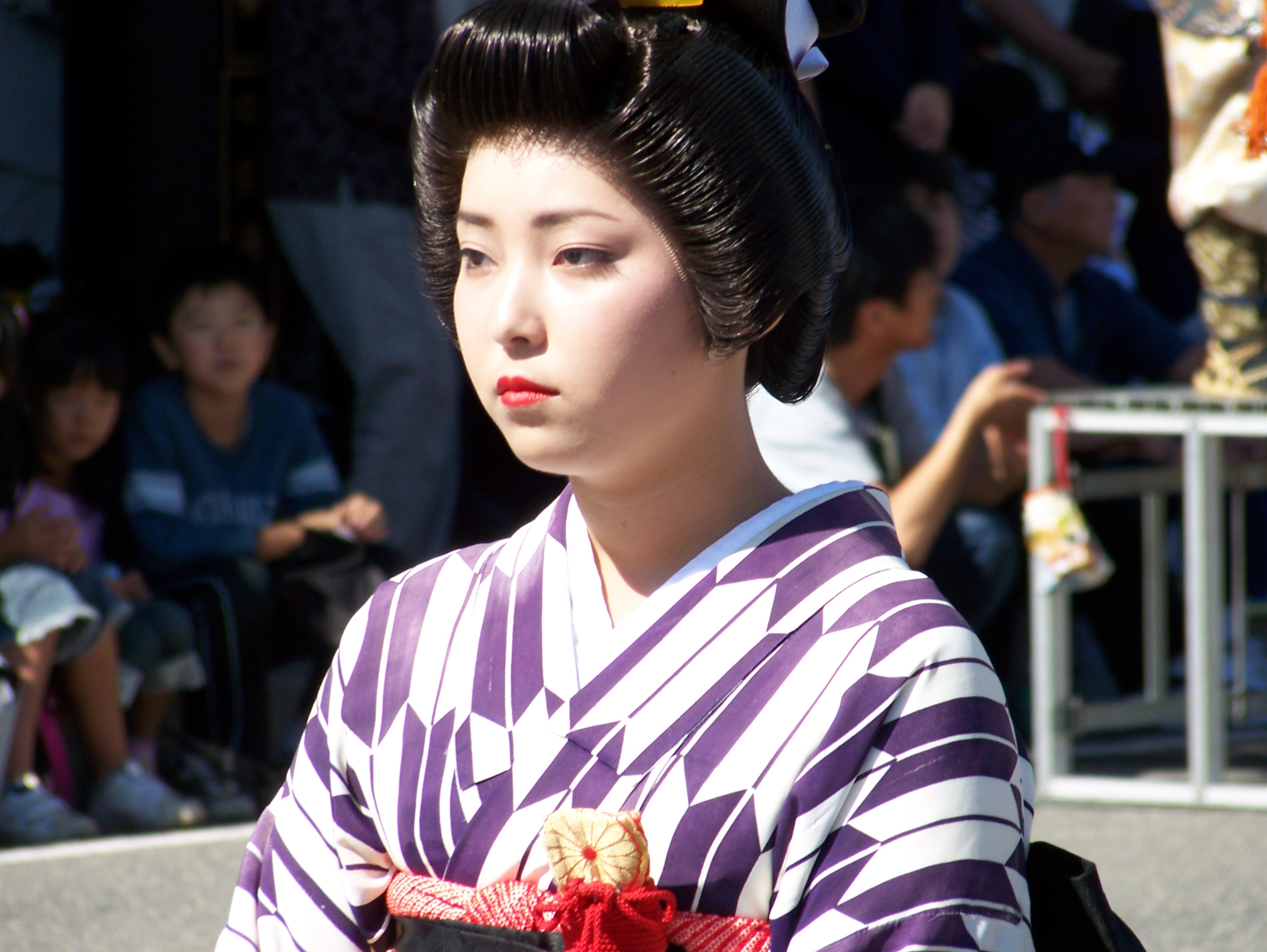
腰元役の化粧

平安時代や江戸時代を再現した時代行列では、あでやかな衣装を着て鬘を被るため、それに見合うように、屋外で行われる場合でも歌舞伎舞踊、民謡舞踊と同様の厚化粧をする。多くの場合、専門家が化粧する。

### 晴れ着、フォーマル

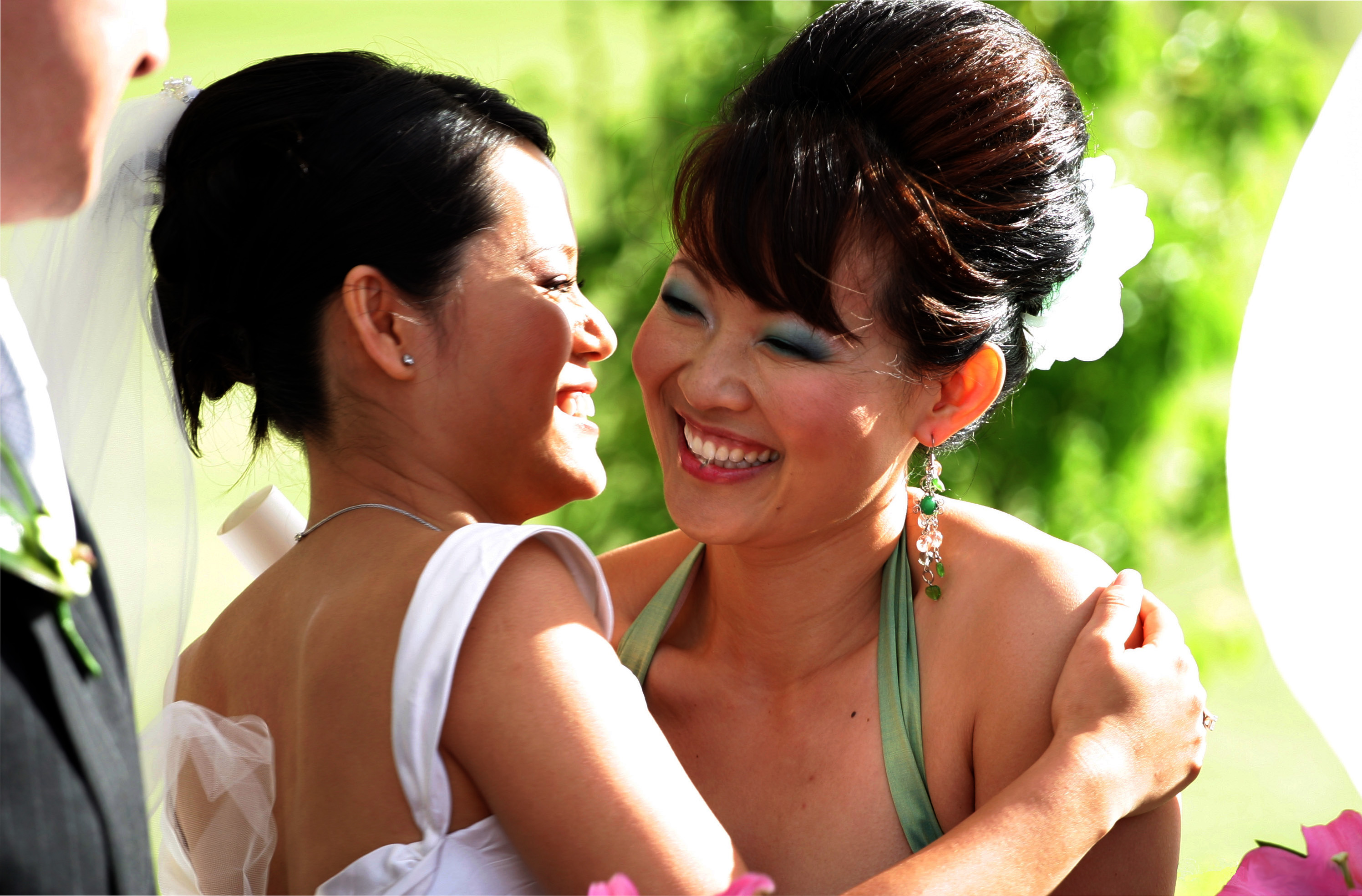
洋装花嫁の化粧

洋服系の場合は素顔のままか、薄化粧の場合が多いが、和服系の場合は洋服系の場合より厚化粧になる傾向がある。特に少女は洋服の場合は化粧しないか、しても薄化粧の場合が多いが、和服の場合は化粧する場合が多く、時には厚化粧になる。少年も和服の場合はごくまれに化粧する場合がある。この場合の少女の化粧には少年のふんどしと同様、通過儀礼の色彩がある。

### 発表会
音楽系の発表会では、洋楽系の場合は化粧しない場合が多いが、民謡、和楽器の場合は和服を着る場合が多く、それに合わせて、時には厚化粧になる。歌舞伎舞踊、民謡舞踊の場合は上記の舞台化粧を専門家が化粧する場合が多い。

### 変身スタジオ

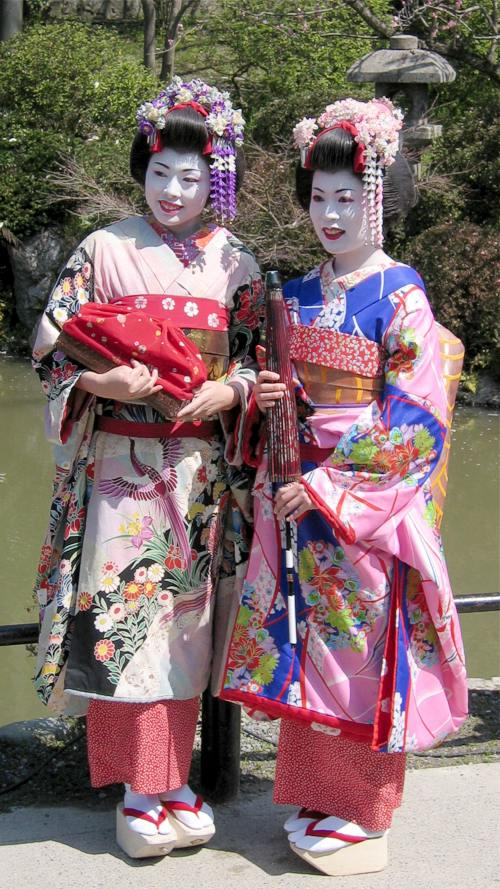
舞妓変身の化粧

舞妓変身、時代劇、宝塚歌劇などの変身スタジオ（京都市内に多い）では、それぞれの役柄に応じて実際の舞妓、芸妓、俳優と同じ衣装、鬘が用意され、同じ厚化粧をして貰える場合が多い。

### その他
主に北関東の山車祭りにおいては祭囃子の奏者、御輿の担ぎ手、山車の引き手となる少年少女が厚化粧をする場合が多い（浜松まつり（浜松市）も同様。南関東は素顔の場合が多い）。西日本では太鼓台の乗り子が稚児と同様の厚化粧（地方によっては歌舞伎の隈取りと同様の化粧）をする場合が多い。また、祭りの中で、男性が女装する場合がある（女装祭り）が、その場合は必ず厚化粧になる。若い女性が休日に公園などでコスプレやゴスロリファッションを着用するときにも厚化粧になる場合が多い。